# Đổng Trác
Đổng Trác (chữ Hán: 董卓; [132] - 22 tháng 5 năm [192]), tự Trọng Dĩnh (仲穎), là một tướng quân phiệt và quyền thần nhà Đông Hán, đầu thời Tam Quốc trong lịch sử Trung Quốc. Ông nổi tiếng là một gian thần, một quân phiệt tàn bạo, giữ chức Thứ sử Tịnh Châu. Lợi dụng sự tiến cử của Viên Thiệu với Đại tướng quân Hà Tiến, người đang muốn tiêu diệt thế lực hoạn quan, Đổng Trác đã tiến kinh khống chế kinh thành, phế Hán Thiếu Đế Lưu Biện, lập Hán Hiến Đế Lưu Hiệp.
Khi đó, các lộ chư hầu trong nước, đứng đầu là Viên Thiệu, bất bình với sự chuyên quyền tàn độc của Trác, đã gây nên Đổng Trác thảo phạt chiến (董卓讨伐战). Sau đó, các chư hầu xảy ra tranh chấp, dẫn đến bạo loạn. Đổng Trác bức ép Hiến Đế và triều đình bỏ Lạc Dương dời về Trường An, cố thủ ở đó. Trong lúc này, Tư đồ Vương Doãn cùng Lã Bố dùng mưu giết Trác. Hai cận thần Lý Thôi và Quách Dĩ bắt Hiến Đế làm con tin, giết chết Vương Doãn, thiên hạ trở nên đại loạn, các chư hầu theo đó nổi lên chiếm cứ một phương. Đây chính là khởi điểm, mở ra thời kì Tam Quốc trong lịch sử Trung Quốc.

## Thân thế
Đổng Trác người huyện Lâm Thao quận Lũng Tây, Lương Châu (nay là huyện Mân, tỉnh Cam Túc), là đồng hương với tướng Hoàng Phủ Tung. Huyện Lâm Thao thuộc phía nam quận Lũng Tây do Đô úy cai trị, trong thời Tây Hán là một biên thùy trọng trấn phòng ngự người Khương. Địa thế vùng này núi cao, sông sâu, vốn thuộc đất Khương Trung 
Đổng Trác xuất thân từ một gia đình võ quan, cha là Đổng Nhã (董雅) làm quan Huyện úy huyện Luân Thị đất Dĩnh Xuyên, chỉ huy quân lính ở huyện, duy trì trật tự an ninh địa phương. Từ nhỏ Đổng Trác được cha đưa về Lương châu ở chung với người Khương. Người dân ở đây do giao tiếp nhiều với người dân tộc Khương, cưỡi ngựa bắn cung, tập thành tính tình hung hãn mạnh bạo.

## Khởi nghiệp
Từ nhỏ, Đổng Trác đã có sức khỏe, thích đánh nhau, học cưỡi ngựa, biết bắn cung cả hai tay, thích đeo 2 bộ cung trên lưng. Ông theo đuổi nghiệp binh, trở thành một võ quan của nhà Đông Hán. Tuy có học binh pháp nhưng ông không biết vận dụng.
Đổng Trác tòng quân vào khoảng 25 tuổi, được Thứ sử Lương châu cho làm chức Lương châu Binh mã duyện (Chức phó coi việc quân), trông giữ binh khí và ngựa chiến. Năm 162, Đổng Trác 30 tuổi, được Thứ sử Tinh châu là Đoàn Quýnh đề cử, vào Cấm vệ quân ở Kinh thành làm chức Vũ Lâm lang.
Năm 167, Đổng Trác được thăng chức Quân tư mã của trung lang tướng Trương Hoán, cùng với một Tư mã khác là Doãn Đoan hợp đồng tác chiến, đánh bại quân xâm chiếm quấy nhiễu vùng Quan Trung là rợ Đồn Khương và Tiên Linh Khương gồm năm, sáu nghìn kỵ binh. Luận công ban thưởng, Đổng Trác được thăng làm Lang trung, chuyển làm Quảng Vũ lệnh, rồi trải qua các chức Đô úy Bắc bộ Thục quận, Hiệu úy Mậu kỷ Tây Vực. Hiệu úy Mậu kỷ là chức quan võ cao cấp trông coi và giữ gìn vùng Tây Vực, là võ quan đầu ngành ở đấy.
Đóng quân ở Tây Vực một thời gian, Đổng Trác bị bãi chức. Nhưng sau đó ông nhanh chóng trở lại quan trường, được phong làm Thứ sử Tinh châu, rồi Thái thú Hà Đông.
Năm 184, khởi nghĩa Khăn Vàng nổ ra, Đổng Trác được dùng làm Đông Trung lang tướng tới Ký châu thay Lư Thực (bị vu cáo bãi chức) đánh quân Khăn Vàng ở hai tỉnh Hà Bắc và Sơn Đông. Nhưng ông thua trận và bị bãi chức.

## Không công vẫn thăng tiến
Năm 185, tướng Tây Lương là Biện Chương và Hàn Toại khởi binh chống lại triều đình, mang quân Tây châu uy hiếp khu vực Tam Phụ gần Trường An. Hán Linh Đế điều Hoàng Phủ Tung từ Ký châu về, đồng thời khởi dụng Đổng Trác làm Trung lang tướng, cùng dẹp loạn.
Hai tướng đang đánh nhau với quân Hàn Toại chưa phân thắng bại, hoạn quan Trương Nhượng (một trong Thập thường thị) đi thị sát, đòi Hoàng Phủ Tung hối lộ 50 triệu quan tiền. Hoàng Phủ Tung không cho. Trương Nhượng bèn về vu cáo với Linh Đế rằng Hoàng Phủ Tung đánh Khăn Vàng không hề có công lao, lại lãng phí tiền công quỹ. Hán Linh Đế tin lời hoạn quan, bèn triệu hồi Hoàng Phủ Tung về cách chức, đưa Xa kỵ tướng quân Trương Ôn ra thay; còn Đổng Trác tuy cũng không có quân công nhưng cũng được gọi về thăng làm Phá lỗ tướng quân. Các sử gia nhìn nhận sự phân biệt đối xử với hai tướng là do Đổng Trác biết chạy chọt các cận thần, nhất là hoạn quan trong triều.
Ít lâu sau ông được Trương Ôn giao cho 3 vạn quân, sai đi đánh người Khương. Khi đến huyện Vọng Hoàn, Đổng Trác bị quân Khương vây, toàn quân bị thua. Khi rút quân, Đổng Trác nói dối là giữ được toàn quân trở về, nên được phong làm Ngao hương hầu.

## Trận Trần Thương
Hàn Toại và Mã Đằng ngày càng mạnh. Năm 188, Hàn Toại và Mã Đằng sai Vương Quốc kéo quân đến bao vây Trần Thương. Hán Linh Đế sai Tiền tướng quân Đổng Trác cùng Tả tướng quân Hoàng Phủ Tung mang rất nhiều binh mã tới giải vây. Đổng Trác chủ trương ra quân đánh địch mau nhưng Hoàng Phủ Tung không theo, cho rằng thành Trần Thương bền chắc, chỉ cần cố thủ chờ thời cơ. Vương Quốc đánh hơn 80 ngày không hạ được, cuối cùng phải giải vây rút lui vào đầu năm 189.
Hoàng Phủ Tung mang quân truy kích, Đổng Trác can ngăn cho rằng quân địch đông không nên đuổi. Hoàng Phủ Tung cho rằng quân Tây châu chỉ mải rút lui không phòng bị nên không đáng sợ, bèn tự mình đi đầu, sai Đổng Trác đi đoạn hậu. Kết quả Hoàng Phủ Tung liên tiếp thắng lợi, đại phá quân Vương Quốc, giết hơn 1 vạn người. Đổng Trác xấu hổ và tiếc nuối cơ hội lập công nên trong lòng thù hận Hoàng Phủ Tung.

## Thao túng triều đình

### Chống lệnh được phong
Đầu năm 189, Hán Linh Đế bệnh nặng. Ngoại thích Hà Tiến giữ chức Đại tướng quân điều hành triều chính. Đổng Trác nhờ lập công lại được phong làm Cửu khanh của triều đình, giữ chức Thiếu phủ coi việc thu thuế, chi tiêu tiền bạc. Đổng Trác không thích chức đó, không chịu đến Lạc Dương nhận chức.
Hà Tiến muốn lấy lòng ông bèn phong làm Châu mục Tinh châu và lệnh giao quân đội cho Hoàng Phủ Tung. Tuy nhiên Đổng Trác không nghe lệnh, mang theo quân đội đến Tinh châu, đóng ở thủ phủ là quận Hà Đông để nghe ngóng chờ thời.
Không lâu sau Hán Linh Đế chết, Hán Thiếu Đế lên ngôi. Hà Tiến làm phụ chính. Hà Tiến mâu thuẫn gay gắt với hoạn quan, đề nghị Hà thái hậu bãi chức các hoạn quan, nhưng Hà thái hậu lại không chịu vì từng có ơn các hoạn quan. Thấy Hà thái hậu không chịu, Hà Tiến bèn sai người ra nói với tướng Đổng Trác hãy mang quân vào Lạc Dương "giả làm phản đòi dẹp hoạn quan", với mục đích là dọa thái hậu phải bằng lòng giết hoạn quan.

### Đuổi Viên Thiệu
Đổng Trác nhận lệnh, khởi binh chưa kịp tới vào Lạc Dương thì Hà Tiến đã bị các hoạn quan giết trong cung. Thủ hạ của Hà Tiến là Viên Thiệu mang quân vào cung đánh giết hoạn quan. Kinh thành náo loạn, Hán Thiếu Đế và em là Lưu Hiệp chạy ra ngoài, ẩn trong nhà dân ở Bắc Mang.
Đổng Trác trên đường đến Lạc Dương, nghe tin anh em vua Thiếu Đế ở Bắc Mang bèn đích thân đi đón, hộ tống về kinh. Vào Lạc Dương, ông muốn thao túng triều đình nhưng lúc đó trong triều có đối thủ là Viên Thiệu đang giữ chức Hổ bôn trung lang tướng có thế lực rất mạnh, nhiều vây cánh trong triều và vài vạn quân. Thủ hạ của Viên Thiệu có người khuyên Thiệu nên trấn áp Đổng Trác ngay nhưng Thiệu trù trừ chưa quyết. Lúc đó lực lượng trong tay Đổng Trác chỉ có 3000 quân, ông nghĩ ra một kế để lừa Viên Thiệu. Đêm đêm, Đổng Trác sai quân lính giả làm dân, sai họ ra khỏi thành; tới sáng hôm sau họ lại mặc áo lính, xếp thành đội ngũ, gióng trống phất cờ đi vào thành. Cả Viên Thiệu và dân thành Lạc Dương thấy mỗi ngày Đổng Trác lại có vài ngàn quân vào thành, không hiểu nổi ông có bao nhiêu binh mã, vì thế Thiệu có ý sợ Đổng Trác.
Khi hộ tống anh em Thiếu Đế về cung, Đổng Trác thấy hoàng tử Lưu Hiệp thông minh bạo dạn hơn nên ưa thích và định phế Thiếu Đế để lập Lưu Hiệp. Ông mang việc đó ra bàn với Viên Thiệu tại nhà. Viên Thiệu là người cùng phe Hà Tiến – anh Hà thái hậu, mẹ của Thiếu Đế, vì vậy không đồng ý phế lập. Đổng Trác tỏ ý giận dữ vì sự chống đối của Viên Thiệu. Hai bên chưa ra mặt đánh nhau. Đổng Trác ngại vì mình mới vào kinh và nhà họ Viên có gia thế mạnh nhiều đời nên chưa hành động; còn Viên Thiệu cũng lo lắng vội đi khỏi phủ Đổng Trác rồi bỏ kinh thành trốn lên Hà Bắc.

### Phế Hán Thiếu Đế
Mượn cớ thiên tai, trời hạn hán không mưa, Đổng Trác quy trách nhiệm cho Tư không Lưu Hoằng, đề nghị Hà thái hậu và Tham lục thượng thư sự Viên Ngỗi (chú Viên Thiệu) bãi chức Hoằng, để tự mình thay làm Tư không. Ông tiếp quản quân đội của Hà Tiến. Bộ tướng của Hà Tiến – cùng phe Viên Thiệu – là Đinh Nguyên bất bình với Đổng Trác bèn mang quân chống lại. Đổng Trác bèn dùng vàng bạc mua chuộc viên mãnh tướng, con nuôi Đinh Nguyên là Lã Bố, xui Bố phản lại giết chết Nguyên, mang quân về hàng Đổng Trác.
Đổng Trác lại mang việc phế Thiếu Đế ra bàn trước triều thần. Mọi người đều sợ, chỉ có Lư Thực dám đứng lên phản đối. Do Lư Thực có uy tín trong triều nên Đổng Trác không dám giết mà chỉ bãi họp, rồi bãi chức Lư Thực. Sáng hôm sau Đổng Trác lại triệu tập bá quan vào triều, bắt Hà thái hậu tự ra chiếu phế con mình làm Hoằng Nông vương, lập Lưu Hiệp lên làm vua, tức là Hán Hiến Đế.
Sử gia Lã Tư Miễn bình luận về hành động phế lập của Đổng Trác, cho rằng ông thật ngu xuẩn: Đổng Trác muốn khống chế nhà Hán, lẽ ra phải duy trì một Hán Thiếu Đế nhút nhát kém cỏi hơn là lập Hán Hiến Đế thông minh. Đáng lý ông nên tập trung vào nắm quyền chính sự, thu xếp chỉnh đốn công việc nội trị, sau này muốn phế lập cũng không muộn.
Ít lâu sau, ông sai người sát hại mẹ con Hà thái hậu và Hoằng Nông vương Lưu Biện đã bị phế.
Đổng Trác cũng chỉnh lý một loạt nhân sự: ông lật lại vụ án Trần Phồn, Đậu Vũ bị hoạn quan sát hại trước đây (thời Hán Linh Đế); sau đó đề bạt danh sĩ Sái Ung từng bị gian thần làm hại thời Linh Đế, cất nhắc Hàn Phức làm Châu mục Ký châu, Lưu Đại làm thứ sử Duyện châu, Khổng Do làm Thứ sử Dự châu. Tuân Sảng là kẻ sĩ áo vải có danh vọng, ông thăng cho làm Tư không. Bên cạnh đó ông thăng chức cho Tư đồ Dương Bưu và Thái úy Hoàng Uyển. Để vỗ về Viên Thiệu, ông nhân danh Hán Hiến Đế phong cho Thiệu làm Thái thú Bột Hải, Cang hương hầu, phong cho em Thiệu là Viên Thuật làm Hậu tướng quân.
Các sử gia nhìn nhận trong các hành động của Đổng Trác lại có những sai lầm khi giết mẹ con Hà thái hậu và vua cũ Lưu Biện (một việc không cần thiết phải làm) và cấp đất cho Viên Thiệu có cơ sở chống lại mình. Ngoài ra, việc ông đổi niên hiệu của Hán Hiến Đế từ Trung Bình thành Sơ Bình cũng bị xem là phản ánh sự hạn chế về học vấn của ông ("Sơ" là bắt đầu, phải dùng trước "Trung").

### Đắc chí ở ngôi cao
Sau khi đổi vua, Đổng Trác không làm Tư không nữa, tự mình thăng làm Thái úy kiêm Tiền tướng quân. Nhưng không lâu sau ông ép Hán Hiến Đế phong mình làm tướng quốc, ngôi vị trên cả Tam công, ngang với Tiêu Hà, công thần khai quốc nhà Hán trước đây.
Đổng Trác thao túng triều đình, vơ vét quốc khố mang về nhà riêng. Ông vào cung hãm hiếp mấy người con gái của Hán Linh Đế, và mang nhiều phi tần về làm vợ. Các tướng sĩ bên dưới làm theo, cũng cưỡng hiếp đàn bà con gái nhà dân, cướp bóc tài sản của nhân dân làm của riêng.
Có lần Đổng Trác mang quân ra ngoại thành Lạc Dương, thấy đám đông nhân dân xem hát. Ông bèn hạ lệnh cho quân động thủ, giết hết đàn ông, bắt hết đàn bà làm tù nhân mang về Lạc Dương. Hành động này được các sử gia nhìn nhận còn tồi tệ hơn cả quân thổ phỉ.
Về kinh tế, Đổng Trác bỏ chế độ tiền Ngũ thù, ban hành tiền mới nhẹ hơn, khiến vật giá tăng vọt. Một thạch gạo tăng lên mấy vạn đồng khiến nhân dân rất điêu đứng.

## Chiến tranh với chư hầu
Năm 190, Viên Thiệu tuyên bố thảo phạt Đổng Trác giết vua, hiệu triệu các chư hầu nổi dậy, gồm có: Viên Thiệu (Thái thú Bột Hải), Viên Thuật (Hậu tướng quân), Hàn Phức (châu mục Ký châu), Khổng Độ (thứ sử Dự châu), Lưu Đại (thứ sử Duyện châu), Vương Khuông (thái thú Hà Nội), Trương Mạc (Thái thú Trần Lưu), Trương Siêu (Thái thú Quảng Lăng), Kiều Mạo (thái thú Đông quận), Viên Di (Thái thú Sơn Dương), Bào Tín (tướng quốc Tế Bắc). Trong số này ngoài Viên Thiệu có Viên Thuật, Hàn Phức, Lưu Đại và Khổng Độ là những người được chính Đổng Trác vừa nhân danh Hán Hiến Đế bổ nhiệm.
Đổng Trác căm thù Viên Thiệu, bèn bắt chú Viên Thiệu là Viên Ngỗi cùng toàn gia tộc họ Viên ở Lạc Dương mang giết hết.
Các chư hầu tập kết tại huyện Hoài, quận Hà Nội, huyện Dương Trạc quận Dĩnh Xuyên, huyện Toánh Xuyên  và phía bắc huyện Nghiệp. Ngoài ra một cánh quân khác của Thái thú Trường Sa là Tôn Kiên cũng hưởng ứng, tuy không đến hội minh nhưng cũng tiến binh đánh Đổng Trác. Tôn Kiên đánh Kinh châu giết Thứ sử Vương Duệ và đánh Nam Dương giết thái thú Trương Tư. Đổng Trác bèn sai Lưu Biểu ra làm Thứ sử Kinh châu thay Vương Duệ.
Đổng Trác sai Chấp kim ngô Hồ Mẫu Ban, Tương tác đại tượng Ngô Tu và Việt kỵ hiệu úy Vương Hoàn đến huyện Hoài xin giảng hòa với Viên Thiệu. Ngoài ra ông còn sai Thiếu phủ Dương Tu và Đại hồng lô Hàn Dung tới điều đình với Viên Thuật. Viên Thiệu không nghe, sai Vương Khuông bắt cả ba người mang chém. Còn trong 2 người đến chỗ Viên Thuật, Dương Tu bị giết, chỉ có Hàn Dung nhờ đức độ và uy tín cao nên được thả.
Vương Khuông theo lệnh Viên Thiệu mang quân đến Hà Dương đánh Đổng Trác, bị ông điều quân đánh tan.
Đổng Trác định hạ lệnh tổng động viên toàn quốc để đánh dẹp chư hầu, nhưng Thượng thư Trịnh Thái khuyên rằng quân Tây Lương dũng mãnh, đủ mạnh để chống Viên Thiệu; nếu tổng động viên sợ thiên hạ oán thán sẽ bỏ trốn hoặc nổi lên chống lại. Đổng Trác nghe theo, sai bộ tướng Hồ Chẩn và Lã Bố ra đối địch. Hồ Chẩn và Lã Bố bất hòa với nhau nên bị Tôn Kiên đánh bại.
Tôn Kiên tiến đến Đại Cốc cách Lạc Dương 90 dặm. Đổng Trác đích thân ra trận, giao chiến với Tôn Kiên một trận nhưng bị đánh bại, đành rút quân về Thằng Trì và Thiểm châu ở phía tây Lạc Dương đóng quân, để Lã Bố ở lại đóng đồn trấn thủ Lạc Dương.
Đổng Trác sợ hãi, tính đường mang vua Hán bỏ kinh thành Lạc Dương chạy sang Trường An nên đặt ra những lời sấm truyền để triệu tập trăm quan bàn nên thiên đô. Dương Bưu trong số ít người phản đối mạnh mẽ ý định của Đổng Trác. Đổng Trác tức giận bèn mượn cớ có thiên tai xuất hiện làm điềm xấu, định cách chức Dương Bưu, nhưng chưa thực hiện thì vội vã mang vua Hiến Đế chạy.

## Về Trường An

### Đưa triều đình dời đô
Đổng Trác cưỡng bức hàng trăm vạn dân Lạc Dương bỏ kinh thành về Trường An và đốt trụi kinh thành, chỉ để lại tướng Chu Tuấn ở lại trấn thủ chặn hậu. Nhưng khi ông vừa đi khỏi, Chu Tuấn bèn tuyên bố chống lại ông. Sợ bị Đổng Trác tập kích, Chu Tuấn mang quân về Tinh châu. Đổng Trác bèn bổ nhiệm Dương Ý người Hoằng Nông làm Hà Nam doãn trấn thủ Lạc Dương. Chu Tuấn bèn mang quân về tấn công Lạc Dương, Dương Ý bỏ chạy. Chu Tuấn thấy Lạc Dương bị tàn phá, bèn mang quân sang đóng ở huyện Trung Mâu, đồng thời truyền tin đến các châu quận phát động đánh Đổng Trác.
Tôn Kiên tiến vào cửa Nghi Dương, Lã Bố không chống nổi cũng bỏ chạy nốt. Tôn Kiên tiếp quản Lạc Dương, lại sai một cánh quân vòng tới giữa Tân An và Thằng Trì để cắt đứt đường đi của Đổng Trác. Do Đổng Trác mang theo cả triều đình, nhiều người dân nên đi chậm, bị một cánh quân Tôn Kiên chặn trước. Ông bèn sai tướng cùng họ là Đổng Việt giữ Thằng Trì, cử Đoàn Ổi giữ Hoa Âm để sẵn sàng cứu Đồng Quan; lại sai con rể là Ngưu Phụ giữ An Ấp làm thế ỷ dốc cho Đoàn Ổi. Sau khi phát binh xong, Đổng Trác tiếp tục lên đường về Trường An.
Bản thân Viên Thiệu cũng không quyết tâm đánh Đổng Trác, lực lượng chư hầu theo Viên Thiệu phân hóa, đánh lẫn nhau. Vì vậy từ khi về Trường An, Đổng Trác không bị nguy cơ đe dọa từ lực lượng này.

### Thăng tiến và tàn bạo
Tới Trường An, ông đề nghị Tư đồ Vương Doãn và Vệ tướng quân Trương Ôn nói với Hán Hiến Đế phong mình từ Tướng quốc lên làm Thái sư, địa vị trên cả chư hầu chư vương; quần áo, xe ngựa, cờ lọng đều bắt chước hoàng đế. Ông trở thành người đầu tiên và duy nhất giữ ngôi vị Thái sư trong suốt 400 năm từ khi nhà Hán thành lập.
Ông tỏ ra tự đắc, không giữ thể diện như khi ở Lạc Dương. Ông phong cho nhiều người trong họ, đồng hương làm quan trong triều, thậm chí có đứa trẻ mới lên 3 tuổi cũng phong tước hầu.
Đổng Trác càng ngày càng hưởng lạc, buông thả trong nữ sắc. Ông xây một ngôi lầu lớn ở phía tây thành Trường An làm công quán hưởng lạc vì sợ ở trong cung bị ám sát.
Mặt khác, ông còn lo kế hoạch phòng thủ lâu dài. Tại huyện Mi ở phía tây Trường An, ông lại xây một lâu đài đá rất lớn gọi là Mi Ổ, chu vi 200 trượng, tường cao 7 trượng, dày 7 thước, chứa thóc đủ dùng trong 30 năm, cất giấu 2-3 vạn cân vàng, 8-9 vạn cân bạc, lụa là gấm vóc chất như núi.
Không những hưởng lạc, Đổng Trác còn tỏ ra tàn bạo hơn. Sợ mọi người phản mình, ông mở tiệc ăn thịt người với các quan, sai bắt mấy trăm tù binh người phương bắc, sai cắt lưỡi, chặt đầu ngón chân ngón tay, khoét mắt, cho vào chảo lớn đun rồi bưng lên. Có viên quan trông thấy, sợ quá làm rơi đũa. Đổng Trác cho rằng người giật mình làm rơi đũa không phải vì sợ thịt người mà vì có ý mưu phản, nên bắt người đó lôi ra chém. Những ai ngồi trên tiệc nói năng lắp bắp không bình thường cũng bị xem là có ý phản và bị giết.
Đổng Trác dè chừng Trương Ôn từng là cấp trên của mình khi đánh Hàn Toại trước đây, nên mượn cớ có đạo sĩ phao tin sẽ có đại thần bị chết, ông bèn sai thủ hạ vu cáo Trương Ôn câu kết với Viên Thuật hại mình, sai trói mang ra ngã tư đánh đến chết.

### Bị giết
Đổng Trác tàn bạo nên kết oán với nhiều người. Ông biết nhiều người oán hận nên khi ngủ thường sai con nuôi là Lã Bố làm cảnh vệ. Tuy nhiên, Đổng Trác quen tính thô lỗ và nóng nảy, có lần Lã Bố đứng hầu có chút không vừa ý bèn chộp lấy cái kích phi vào Lã Bố. Lã Bố vội tránh cây kích và xin lỗi, Đổng Trác mới nguôi giận. Cũng từ đó Lã Bố hận thù Đổng Trác. Trong những lần được giao bảo vệ Trung các, Lã Bố thừa cơ quan hệ tình ái với người hầu của Đổng Trác và rất lo sợ bị phát hiện.
Vì lo lắng, Lã Bố tìm đến và liên kết với Tư đồ Vương Doãn - người đồng hương Tinh châu. Vương Doãn vốn đang cùng Bộc xạ Sĩ Tôn Thụy mưu giết Đổng Trác; cùng lúc, con Trương Ôn là Trương Bá Thận căm thù Đổng Trác, cũng tới liên kết với Tư đồ Vương Doãn để giết ông. Vương Doãn quyết định mượn tay Lã Bố giết Đổng Trác. 
- Trong Tam Quốc diễn nghĩa, La Quán Trung ghép những tình tiết này vào một, kể rằng Lã Bố bị Đổng Trác rượt đuổi và phóng kích vì bị bắt quả tang tình tự với Điêu Thuyền – ái thiếp của Trác, vốn là con nuôi trong nhà Vương Doãn. Sử sách không nhắc tới một nàng Điêu Thuyền nào giữa 3 người Vương Doãn – Lã Bố - Đổng Trác. Theo sử gia Lê Đông Phương: "Hai chữ "điêu thuyền" vốn là tên một chức quan trong cung thời Hán. Đây không phải là tên người. Khi Đổng Trác vào cung vua hoành hành đã bắt nhiều phụ nữ mua vui, nên một a hoàn vốn là điêu thuyền của triều đình có thể có trong nhà Đổng Trác chứ không thể có trong nhà Vương Doãn. Nhân vật Điêu Thuyền có trong nhà Vương Doãn hay không thì điều đó không quan trọng, nhưng Lã Bố đã giết Đổng Trác vì có sự xúi giục của Vương Doãn"[26].

Vương Doãn sai Sĩ Tôn Thụy thay mặt Hán Hiến Đế viết chiếu thư sai Lã Bố giết Đổng Trác. Tháng 4 âm lịch năm 192, Đổng Trác vào cung yết kiến vua Hiến Đế. Lã Bố trước đã lệnh cho thuộc tướng Lý Túc phục võ sĩ ở cửa Bắc Dịch chờ đợi, còn bản thân mình vẫn theo hộ vệ Đổng Trác. Khi ông vừa bước lên xe, con ngựa lồng lên hất ông ngã xuống đất, quần áo lấm bẩn hết. Ông trở về nhà thay quần áo, được một người vợ trẻ khuyên không nên đi nữa, nhưng ông không nghe theo, lại lên xe vào cung.
Khi ông vừa vào, Lý Túc đâm luôn, nhưng Đổng Trác mặc áo giáp nên chỉ bị thương ngã ra đất. Ông chưa biết Lã Bố phản mình nên gọi Lã Bố đến cứu thì Lã Bố chạy thẳng tới đâm chết ông. Năm đó Đổng Trác 61 tuổi.
Tin Đổng Trác bị giết truyền ra ngoài thành, mọi người đều reo hò vui mừng, cùng nhau ca hát. Xác Đổng Trác bị bêu ở chợ, thân thể quá to béo nên mỡ chảy đầy đường. Nhân dân lấy bấc cắm vào rốn châm lửa cho cháy làm đèn, cháy mấy ngày mới tắt. Sau đó các môn sinh thuộc hạ của Viên Thiệu ở Trường An mang xác Đổng Trác đốt thành tro, cho gió bay tản đi trên đường.
Vương Doãn phái Hoàng Phủ Tung mang quân đến nơi ở của Đổng Trác tại My Ổ tịch biên tài sản và tru di tam tộc Đổng Trác, trong số người bị giết có mẹ già 90 tuổi và em ruột là Tả tướng quân Đổng Mân.
Ít lâu sau bộ tướng của ông là Lý Thôi và Quách Dĩ đánh vào Trường An báo thù cho ông, giết chết Vương Doãn, đánh đuổi Lã Bố, tiếp tục nắm vua Hiến Đế, cầm quyền chính trong 3 năm. Lý Thôi sai người tìm xác Đổng Trác nhưng không còn, bèn gom tro xác ông lại bỏ vào quan tài và làm lễ an táng. Nhưng đến ngày chôn cất trời đổ mưa to, huyệt mộ ngập đầy nước, đẩy quan tài nổi lên.

## Gia đình
- Cha mẹ:
  - Cha: Đổng Quân Nhã (董君雅)
  - Mẹ: Trì Dương Quân (池阳君)
- Anh em:
  - Anh cả: Đổng Trạc (董擢)
  - Em trai: Đổng Mân (董旻)

## Trong Tam Quốc diễn nghĩa
Hình ảnh Đổng Trác trong Tam Quốc diễn nghĩa được mô tả sát thực với chính sử: một viên tướng bất tài về quân sự, tham lam, tàn bạo, háo sắc. Ông xuất hiện từ hồi 1 khi đi đánh quân Khăn Vàng bị bại trận và được anh em Lưu Bị cứu tới hồi 9 khi bị giết tại Trường An.